# Félicien Chauveau
Pour les articles homonymes, voir Chauveau.
 (mars 2024).
Félicien Chauveau est un comédien, dramaturge, metteur en scène, et fondateur du Collectif La Machine (compagnie théâtrale), distingué pour ses adaptations contemporaines et dynamiques de classiques littéraires dans une « énergie débridée et un humour anachronique », caractérisées par une signature esthétique qui fusionne le visuel, le textuel et le performatif.

## Biographie
Félicien Philippe Chauveau co-fonde Le Collectif La Machine,, en 2011, avec Benjamin Migneco, avec l'ambition de co-écrire plusieurs pièces originales ayant pour thématiques la « méta théâtralité », avant de proposer des réinventions post-modernes d’œuvres classiques.
De 2014 à 2022, ses créations sont produites par le théâtre Anthéa d’Antibes dirigé par Daniel Benoin qui signera plusieurs préfaces à ses publications.
En 2021, il devient Artiste Associé du Théâtre National de Nice (CDN). En 2023, la Machine fait partie des trois compagnies qui accompagnent le TNN pour le nouveau mandat de Muriel Mayette-Holtz à la direction du théâtre.

## Le Collectif La Machine
Le Collectif La Machine, composé d'anciens élèves du conservatoire de Nice, (parmi lesquels Eva Rami et Guillaume Geoffroy) a produit de nombreuses créations et adaptations théâtrales.
- 2011 – Crack, de Félicien Chauveau
- 2011 – ProZak, de Julie Cardile et Félicien Chauveau
- 2012 – C.O.C Cabaret Œuvrant Caritativement au profit de nous-mêmes, de Julie Cardile et Félicien Chauveau
- 2014 – Le Procès, d’après Franz Kafka
- 2015 – Don Quixote, L'invincible ou le manifeste de la vie singulière, d’après Miguel de Cervantès
- 2016 – Les Bonnes, de Jean Genet
- 2017 – Peter Pan, la prophétie de l’oubli, d’après J. M. Barrie
- 2017 – Mystique du jeu, d’après les Fourberies de Scapin de Molière
- 2018 – Dracula-Asylum, d’après Bram Stocker
- 2019 – La vie trésoriffique du grand Gargantua[10], d’après François Rabelais
- 2020 – Sherlock Holmes, au nom de la Reine ![11], d’après Arthur Conan Doyle
- 2020 – Manifeste de L’Hotel de Chelsea, d’Yves Klein
- 2021 – Dr Jekyll & Le mystère Hyde, d’après Fanny Stevenson et Robert Lewis Stevenson
- 2022 – Le Bourgeois Gentilhomme, de Molière[12]
- 2022 – Au cœur de L’Avare, trajectoires de La Fleche, d’après L’Avare de Molière
- 2022 – Le Temps des Trompettes ou Molière de 1622 à 1658[13], de Claude Boué et Félicien Chauveau
- 2023 – Création de la Collection Collectif La Machine aux éditions L’Harmattan

## Publications
Outre ses réalisations théâtrales, Chauveau a contribué à plusieurs publications sur le théâtre contemporain et la réinterprétation des classiques.
- 2023 – Peter Pan, la prophétie de l’oubli[14]
- 2023 – Dracula-Asylum[15]
- 2023 – La vie trésoriffique du grand Gargantua[16]
- 2023 – Sherlock Holmes, Au nom de la Reine ![17]
- 2023 – Dr Jekyll & Le mystère Hyde[18]

## Engagement Communautaire
En 2024, Felicien Chauveau interprète le Manifeste de l’Hotel de Chelsea, d’Yves Klein, produit par le MAMAC.